# Zaubach (Gemeinde)
Zaubach war eine Gemeinde im Landkreis Stadtsteinach (Oberfranken, Bayern).

## Geschichte
1811 wurde der Steuerdistrikt und die Ruralgemeinde Zaubach gebildet, zu dem bzw. zu der Höfles, Oberzaubach, Unterzaubach und Vogtendorf gehörten. Mit dem Gemeindeedikt von 1818 kam ein Teil von Poppenholz hinzu, während Vogtendorf ausschied. Die Gemeinde Zaubach war in Verwaltung und Gerichtsbarkeit dem Landgericht Stadtsteinach zugeordnet und in der Finanzverwaltung dem Rentamt Stadtsteinach (1919 in Finanzamt Stadtsteinach umbenannt). Ab 1862 gehörte Zaubach zum Bezirksamt Stadtsteinach (1939 in Landkreis Stadtsteinach umbenannt). Die Gerichtsbarkeit blieb beim Landgericht Stadtsteinach (1879 in Amtsgericht Stadtsteinach umgewandelt). Die Gemeinde hatte eine Gebietsfläche von 6,481 km². Am 1. April 1971 wurde Zaubach im Zuge der Gebietsreform in Bayern aufgelöst: Höfles, Ober- und Unterzaubach wurden in die Gemeinde Stadtsteinach und Poppenholz in die Gemeinde Rugendorf eingegliedert.

## Einwohnerentwicklung
| Jahr      | 1818  | 1840  | 1852  | 1855  | 1861  | 1867  | 1871  | 1875  | 1880   | 1885   | 1890   | 1895  | 1900   | 1905  | 1910   | 1919  | 1925   | 1933  | 1939  | 1946  | 1950   | 1952  | 1961  | 1970   |
| Einwohner |       | 382   | 362   | 357   | 340   | 350   | 354   | 363   | 360    | 345    | 337    | 317   | 321    | 342   | 333    | 340   | 329    | 357   | 340   | 491   | 484    | 433   | 378   | 371    |
| Häuser    | 38    |       |       |       |       |       | 53    |       |        | 61     | 60     |       | 60     |       |        |       | 61     |       |       |       | 66     |       | 71    |        |
| Quelle    | [ 1 ] | [ 5 ] | [ 5 ] | [ 5 ] | [ 6 ] | [ 7 ] | [ 8 ] | [ 9 ] | [ 10 ] | [ 11 ] | [ 12 ] | [ 5 ] | [ 13 ] | [ 5 ] | [ 14 ] | [ 5 ] | [ 15 ] | [ 5 ] | [ 5 ] | [ 5 ] | [ 16 ] | [ 5 ] | [ 2 ] | [ 17 ] |